# Jean Secret
 (août 2018).
Si vous disposez d'ouvrages ou d'articles de référence ou si vous connaissez des sites web de qualité traitant du thème abordé ici, merci de compléter l'article en donnant les références utiles à sa vérifiabilité et en les liant à la section « Notes et références ».

Jean Secret, né le 8 mars 1904 à Aix-les-Bains et mort le 23 juin 1981 à Périgueux, est un archéologue, historien, spécialisé dans l'étude de l'ancienne province du Périgord.

## Biographie
Après des études aux collèges de Rumilly et Chambéry, Jean Secret entre à l'Université de Grenoble qui fit de lui un licencié ès-lettres en 1928 et un diplômé d'études supérieures de philosophie. Nommé à Nyons en 1928, puis Auxerre en 1929-1931. Il épouse en 1929, à 25 ans, Georgette Ribes, la fille d'un imprimeur et éditeur périgourdin, Eugène Ribes, propriétaire et directeur d'un quotidien, l' Argus devenu ensuite la Gazette du Périgord, et imprimeur notamment du bulletin de la Société historique et archéologique du Périgord. Cherchant à se rapprocher de sa belle-famille, il est nommé successivement professeur au collège de La Réole en 1932-1933, puis au lycée de Bergerac en 1934-1936, finalement au lycée de Périgueux, devenu le lycée Bertran de Born en 1937. Il y a été toute sa vie professeur de lettres, professeur de français et de latin, de philosophie.
Il a fait son service militaire en 1926-1928 dans l'artillerie  de montagne, étant donné ses origines savoyardes : très tôt, il pratiqua l'alpinisme, puis dans l'artillerie. Il a suivi les cours de l'École de Guerre dont il sort diplômé, ce qui lui a permis d'être commandant de réserve officier d'état-major pendant la Seconde Guerre mondiale.
Dès 1932 il  a publié un livre à Auxerre sur Marie Noël. En 1935, il a publié chez Eugène Ribes un livre sur Bourdeilles et Brantôme. En 1936, il s'est intéressé à un groupe littéraire de Savoie sous Napoléon III, en 1936. Il a publié un essai sur L'Alpinisme en 1937 couronné du prix Kastner-Boursault décerné par l'Académie française en 1938.
Jean Secret est devenu membre de la Société historique et archéologique du Périgord le 8 novembre 1934. Il avait commencé à publier ses Promenades littéraire en Périgord en 1932.
Pendant la Seconde Guerre mondiale, il est envoyé à la frontière franco-espagnole, puis en Lorraine pendant l'hiver 1939-1940. Il est prisonnier sur la colline de Sion en juin 1940 après la signature de l'armistice. Il est prisonnier à l'offlag VI D à Münster (Westphalie). Il y a écrit les Classiques embarbelés publiés après sa libération et y a créé une université du temps libre. Pierre-Henri Simon lui a succédé à la direction de cette université. Il est libéré à 41 ans et est revenu à Périgueux.
Il deviendra un spécialiste de la région et publiera de nombreuses études sur les villages périgourdins et leurs édifices. Il est nommé secrétaire de la Société historique et archéologique du Périgord en 1945, vice-président en 1951 et élu président le 2 février 1967, succédant au docteur Charles Lafon.
Il parcourt sa province d'adoption et établit l'inventaire de 1 200 demeures et de 600 églises, publie des études et des ouvrages et devient conservateur des antiquités et objets d'art de la Dordogne, Conservateur du château de Bourdeilles et du château de Monbazillac dont il sera l’initiateur du musée consacré aux meubles périgourdin, aux estampes et cartes postales, aux arts et traditions populaires et surtout à l’histoire protestante du Bergeracois, enfin il fut Président de la Société historique et archéologique du Périgord de 1969 à sa mort en 1981. C'est une des figures marquantes du département. Il contribua fortement au rayonnement touristique de la Dordogne ainsi qu'à la mise en valeur et la conservation de son patrimoine, dans l'esprit d'un André Malraux qu'il connaissait.
Il a pris sa retraite professionnelle en 1965.
Depuis son inauguration par Yves Guéna le 9 octobre 1982, une rue porte son nom à Périgueux.

## Publications

### Livres
- L'Alpiniste, essai critique, Préface de Jacques Chevalier, Hors-texte de Samivel : Bordeaux : Delmas , 1937, 1943,1946, couronné du Prix Kastner-Boursault par l'Académie française en 1938
- Châteaux et manoirs du Périgord, en collaboration avec Georges Rocal. Bordeaux : Impr.-édit. Delmas , 1938
- Chez Jacquou le Croquant, Périgueux : E. Ribès , 1938
- Au pays de Fénelon, Périgueux : E. Ribes , 1939
- Les Classiques embarbelés, Illustrations de Raymond Henry. Le Raincy : les Éditions claires , 1947
- L'Église Saint-Étienne de la Cité à Périgueux, Périgueux, impr. de Ribes , 1948
- Brantôme et sa région, Paris : Floury , 1948, 1969
- Le Périgord, préface de Yvon Delbos. Paris : Éditions Havas , 1949
- Visages de la Guyenne, Paris : Éditions des Horizons de France , 1953. Avec la participation de : René Crozet (1896-1972), Paul Fénelon (1903-1993), Armand Got (1890-1976).
- Châteaux en Périgord. Paris : J. Delmas et Cie, 1955
- Saint Jacques et les chemins de Compostelle Paris, Horizons de France, 1955
- Guide du Périgord Perigueux, Éditions du S.I.P., 1955
- Périgord, en collaboration avec André Maurois, Paris : Hachette , 1955
- Les églises du Ribéracois, Périgueux : Fontas : Impr. Fontas , 1958
- Assise et les chemins de saint François Paris : Horizons de France , 1960
- La Dordogne, de l'Auvergne au Bordelais Paris : Horizons de France, 1962
- Cadouin, une aventure cistercienne en Périgord, photographies de Jacques Lagrange, Périgueux : P. Fanlac , 1965
- Le Périgord, châteaux, manoirs et gentilhommières  Paris : Tallandier (Sceaux, Impr. de Sceaux) , 1966
- Le Périgord en 300 images, photographies de Jacques Lagrange, Périgueux : Agence Havas , 1966
- Périgord roman, préface de Angelico Surchamp Saint-Léger-Vauban, Abbaye de La-Pierre-qui-Vire,Yonne : Atelier du Cœur-Meurtry , 1968, 1979
- Le Périgord romantique, dessins de Jules de Verneilh, Périgueux : P. Fanlac , 1969
- Pierres dorées du Périgord noir, illustrations de Paul Maudonnet. Valentigney : P. Maudonnet , 1969
- Saint-Front 89-Saint-Léger-Vauban : Zodiaque , 1970
- Le Château de Monbazillac Bergerac : impr. Trillaud , 1970
- Églises du Périgord Paris : Nouvelles éditions latines , 1970
- Gilbert Privat en collaboration avec Marcel Fournier. Périgueux : P. Fanlac , 1970
- La Dordogne au fil de l'eau Périgueux : P. Fanlac , 1972
- Les Églises et chapelles de Périgueux existantes ou disparues Bulletin de la Société historique et archéologique du Périgord, 1973
- Meubles du Périgord, illustrations de André Gauthier. Périgueux : P. Fanlac , 1974
- L'Art en Périgord Périgueux : Office départemental de tourisme , 1976
- Châteaux du Périgord Paris : Nouvelles éditions latines , DL 1976
- Itinéraires romans en Périgord La-Pierre-qui-Vire : Zodiaque , 1977
- Abbayes et prieurés du Périgord Paris : Nouvelles éditions latines , 1977
- Vieilles maisons du Périgord, illustrations de Roger Chapelet. Périgueux : P. Fanlac, 1977, 1979.
- Le château de Bourdeilles, illustrations d'andré Gauthier. Périgueux : Office départemental de tourisme de la Dordogne , 1980
- Saint-Jean-de-Côle en collaboration avec : Louis Grillon, Géraud Lavergne. Thiviers : Virmouneix ; Saint-Pierre-de-Côle : O. Zanlorenzi , 1981
- Le Périgord, Paris : F. Lanore , 1982
- La Vallée de la Dordogne, Périgueux : P. Fanlac : Office départemental du tourisme de la Dordogne , 1987
- Vieilles demeures de Périgueux, Périgueux : P. Fanlac , 1979, 1988, Le livre d'histoire, Paris 2003

### Articles
- « Note sur les ruines du castrum de Milhac-de-Mauzac », Bulletin de la Société historique et archéologique du Périgord, t. 66, no 3,‎ 1939, p. 331-336 (lire en ligne)
- « Les églises de l'archiprêtré de la Quinte », Bulletin de la Société historique et archéologique du Périgord, t. 73, no 3,‎ 1946, p. 109-120 (lire en ligne), no 4, p. 145-161 (lire en ligne), t. 74, no 3, 1947, p. 72-79 (lire en ligne)
- « Restauration de Saint-Front au XIXe siècle », Monuments historiques de la France,‎ juillet-septembre 1956, p. 145-156
- « Plans insolites d'églises romanes périgourdines », Bulletin de la Société historique et archéologique du Périgord, t. 85, no 1,‎ 1958, p. 41-48 (lire en ligne)
- « Deux lettres d'Abadie l'architecte de Saint-Front à Périgueux », Bulletin de la Société historique et archéologique du Périgord, t. 85, no 3,‎ 1958, p. 150-154 (lire en ligne), (compte-rendu par Yves Bruand dans Bulletin monumental, 1959, tome 117, no 2, p. 135-136)
- « Saint-Front au XVIIIe siècle », Bulletin de la Société historique et archéologique du Périgord, t. 86, no 1,‎ 1959, p. 45-48 (lire en ligne)
- « Un dossier inédit sur la restauration de Saint-Front au XIXe siècle », Bulletin de la Société historique et archéologique du Périgord, t. 88, no 1,‎ 1961, p. 26-36 (lire en ligne), no 2, p. 67-74 (lire en ligne)
- « Les Églises et chapelles de Périgueux existantes ou disparues », Bulletin de la Société historique et archéologique du Périgord, t. 100, no 3,‎ 1973, p. 151-181 (lire en ligne), no 4, p. 238-270 (lire en ligne)
- « La restauration de Saint-Front de Périgueux au XIXe siècle », Bulletin de la Société historique et archéologique du Périgord, t. 102, no 3,‎ 1975, p. 239-263 (lire en ligne)